# Ашрафі
Ашрафі (араб. أَشْرَفِيّ) — золота монета мамлюцького Єгипту, яку пізніше широко копіювали в регіонах під владою мусульман на Близькому Сході, у Центральній та Південній Азії. Монета була вперше відкарбована в 1407 році і була названа на честь Барсбея аль-Ашрафа (пом. 1438), одного з мамлюкских правителів Єгипту. Спочатку він важив 3,45 грама.